# 国際連合安全保障理事会決議122
国際連合安全保障理事会決議122（こくさいれんごうあんぜんほしょうりじかいけつぎ122、英: United Nations Security Council Resolution 122, UNSCR122）は、1957年1月24日に国際連合安全保障理事会で採択された決議。ジャンムー・カシミール州をめぐるインド政府とパキスタン政府間の紛争に関するものである。

## 概要
カシミール紛争関連で1957年に採択された3つの安全保障決議（残り2つは123と126）の最初のもので、両国の紛争に対処するものであった。決議は、ジャンムー・カシミール民族協議会が提案した集会が6年前に採択された国連安全保障理事会決議91で定義された問題の解決策にはなりえなかったと宣言している。決議ソビエト連邦の棄権を除き、残りの10国が賛成票を投じて採択となった。

## 詳細
以下はその和訳。
安全保障理事会は、
ジャンムー・カシミール州をめぐる紛争に関するインド及びパキスタン政府の代表者の発言を聴取し、
1948年4月21日の決議第47号（1948年）、1948年6月3日の決議第51号（1948年）、1950年3月14日の決議第80号（1950年）および1951年3月30日の決議第91号（1951年）、ならびに1948年8月13日4・1949年1月5日5の国連インド・パキスタン委員会の決議にある、ジャンムー・カシミール州の最終処分は、国連の支援の下に実施される自由で公平な国民投票という民主的方法を通じて表明される人々の意思に従って行われるという原則を、関係政府および当局に想起させ、
1. 決議第91号（1951年）の確約を再確認し、「全ジャンムー・カシミール国民会議」の総評議会が推奨する構成議会の招集、および同議会が州全体またはその一部の将来の形と所属を決定するために行った、または行おうとしたいかなる行動、あるいは同議会によるそうした行動を支持する関係者の行動は、上記の原則に基づく州の処分とはならないであろうことを宣言する。

2. 紛争についての検討を継続することを決定する。

4 同上、第3年、1948年11月の補足、文書S/1100、第75段落参照。
5 同上、第4年、1949年1月分補足、文書S/1196、第15段落。